# I. Enannatum
I. Enannatum (i. e. 25. század, sumer en-an-na-tum2, normalizált alakja Enannatúm) az ókori sumer városállam, Lagas uralkodója, enszije, Akurgal fia, Éannatum testvére és utóda volt. Uralma alatt kiújult a határháború az újra fellázadó Umma enszije – ekkor Urlumma – ellen, amit egyszer Éannatum már megnyert. A háborút végül I. Enannatum fia, Entemena tudta győzelemmel lezárni, aki előbb Urlummát, majd az őt követő ummai uralkodót is legyőzte.

Enannatum egyik alapító táblája